# Oriental Air Bridge
Oriental Air Bridge Co., Ltd. (オリエンタルエアブリッジ株式会社 Orientaru Ea Burijji Kabushiki-gaisha?) es una aerolínea con oficinas en el Aeropuerto de Nagasaki y en Ōmura, Prefectura de Nagasaki, Japón. Opera vuelos chárter a las regiones del sur de Japón, así como vuelos regulares entre Nagasaki y Fukuoka. Su base de operaciones principal es el Aeropuerto de Nagasaki, con una base secundaria en el Aeropuerto de Fukuoka. La aerolínea fue fundada en 1961 como Nagasaki Airways. Fue rebautizada como Oriental Air Bridge en marzo de 2001.

## Destinos (desde Nagasaki, en agosto de 2008)
- Tsushima
- Iki
- Goto Fukue
- Miyazaki
- Kagoshima

## Flota

### Flota actual
La flota de Oriental Air Bridge está compuesta de los siguientes aviones, con una edad media de 15,5 años (julio de 2023):
| ATR 42-600             | 2 | — | TBA | Entrega a partir de 2022. Para reemplazar los Bombardier Dash 8 Q200 |  |  |
| Bombardier Dash 8 Q200 | 2 | — | Y37 | A ser retirados                                                      |  |  |
| Total                  | 4 | — |     |                                                                      |  |  |

### Flota histórica
Otros aviones (en octubre de 2005): 
- 3 Britten-Norman BN2B-20 Islander